# 室塵蟎屬
室塵蟎屬是一種8隻腳的微小動物，屬於節肢動物門蛛形綱恙蟎目塵蟎科。
它擁有8隻附吸盤的腳，可吸附在棉被、枕頭、床褥等地方。由於它的體型非常小，約0.3毫米，肉眼可見。一般只要用10倍放大鏡就可清楚觀查詳細模樣；軀幹有紋狀外皮。室塵蟎以人畜皮屑和毛髮為主食，有時也吃黴菌。溫度22~26℃、濕度70~80%為最適合塵蟎生長的環境，其排泄物及屍體是很常見的過敏源。

## 下属物种
本属包括以下物种：
- Dermatophagoides evansi
- 美洲室塵蟎 Dermatophagoides farinae A.M.Hughes, 1961
- Dermatophagoides microceras D.A.Griffiths & Cunnington, 1971
- Dermatophagoides passericola Fain
- 歐洲室塵蟎 Dermatophagoides pteronyssinus (Trouessart, 1897)
- Dermatophagoides scheremetewskyi Bogdanow, 1864